# Zug
Zug ou Zugo (em alemão: Zug) é uma comuna da Suíça, no cantão de Zug, com cerca de 23.649 habitantes. Estende-se por uma área de 33,8 km², de densidade populacional de 700 hab/km². Confina com as seguintes comunas: Arth (SZ), Baar, Cham, Hünenberg, Meierskappel (LU), Risch, Steinerberg (SZ), Steinhausen, Unterägeri, Walchwil.
A língua oficial nesta comuna é o alemão.
Aos 31 de dezembro de 2020 o número de poblação total da municipalidade foi de 30 934 pessoas.

## Economia
Zug é uma região com impostos baixos e a sede de uma série de empresas multinacionais. O ranking das cidades expatriadas de 2019, baseado na investigação de mais de 20 000 entrevistados, tem estimado a qualidade de vida em Zug como a mais alta entre todas as cidades que participaram no inquérito. Aproximadamente 30 000 habitantes da cidade têm 24 000 postos de trabalho e umas 12 000 empresas registradas. O empregador mais grande em Zug é Siemens Building Technologies. Outros empregadores grandes na cidade são V-Zug AG, a administração municipal, Zuger Kantonalbank, Coop Zentralschweiz-Zürich, Unilever e Argo-Hytos-Gruppe.

### Criptovale
O Zug é chamado Criptovale por causa de grande número de empresas na cidade que trabalham com criptomoedas. Mais tarde a palavra “criptovale” tornou-se comum, e neste momento é usada no contexto de qualquer território onde são acumuladas as criptoempresas.
Em Janeiro de 2017 em Zug foi organizada a associação independente apoiada pelo governo de Crypto Valley Association com Oliver Bussmann em qualidade de seu presidente.
Entre as organizações que são encontradas no Criptovale figuram Ethereum, Cardano, Polkadot e Bitcoin Suisse.